# Kenneth Eriksson
Kenneth Eriksson (Äppelbo, 13 mei 1956) is een Zweeds voormalig rallyrijder. Hij was voornamelijk in de jaren tachtig en negentig actief in het Wereldkampioenschap Rally, waarin hij voor verschillende fabrieksteams heeft gereden. Eriksson werd in het seizoen 1986 met een Volkswagen Golf GTI wereldkampioen in de Groep A klasse. In totaal won hij zes WK-rally's in zijn carrière.
Eriksson won in 1995, 1996 en 1997 achtereenvolgend ook de titel in het Asia Pacific Rally Championship.

## Carrière
Kenneth Eriksson maakte in 1977 zijn debuut in de rallysport, achter het stuur van een Saab 96. Met deze auto maakte hij tijdens de Rally van Zweden in het seizoen 1980 ook zijn eerste optreden in het Wereldkampioenschap Rally. Actief met Groep A-materiaal brak hij halverwege de jaren tachtig door als rallyrijder. In het seizoen 1986 werd hij fabrieksrijder bij Volkswagen, die met de Volkswagen Golf GTI deelnamen aan het Groep A kampioenschap in het WK (Groep B was de ere klasse op dat moment). Eriksson wist gedurende het seizoen te overtuigen, en dwong in een Groep B gedomineerd veld met regelmaat een top tien finish af. Hierdoor won hij met dominantie de wereldtitel bij de Groep A rijders. Toen Groep B verdween met ingang van het seizoen 1987, besloot Volkswagen met Eriksson als kopman een poging te doen op ultiem WK-succes. De overmacht van het vierwielaangedreven materiaal van Lancia liet de voorwielaangedreven Volkswagen Golf echter kansloos. Eriksson wist desondanks consistent naar kampioenschapspunten te rijden, en greep tevens tijdens de Rally Ivoorkust naar zijn en Volkswagens' eerste WK-rally overwinning. Hij eindigde het seizoen uiteindelijk als vierde in het rijderskampioenschap, waarmee hij de best geplaatste rijder was die niet actief was in een Lancia.
In het seizoen 1988 maakte Eriksson de overstap naar de fabrieksinschrijving van Toyota, dat onder leiding van zijn landgenoot en voormalig rallyrijder Ove Andersson dat jaar de Toyota Celica GT-Four introduceerde in het kampioenschap. Eriksson bleek tijdens zijn periode bij Toyota wat te stagneren in zijn resultaten, en kon zich weinig tot nooit meten met teamgenoot Juha Kankkunen. Twee ongelukkige jaren zag hem voor het seizoen 1990 een overstap maken naar het ambitieuze fabrieksteam van Mitsubishi, die op dat moment nog actief waren met de Mitsubishi Galant VR-4. Met deze auto won hij in het seizoen daarop zijn thuisevement, de Rally van Zweden, terwijl hij in het resterende seizoen meerdere podiumplaatsen afdwong en als vijfde eindigde in het rijderskampioenschap. In het seizoen 1993 debuteerde hij samen met teamgenoot Armin Schwarz de Mitsubishi Lancer Evolution in het kampioenschap. Met een tweede evolutie van de auto won hij in het seizoen 1995 wederom de WK-rally in Zweden, al werd deze hem min of meer in de schoot geworpen nadat teamgenoot Tommi Mäkinen door de teamleiding werd aangedrongen achter Eriksson te blijven en te consolideren voor een tweede plaats. Later in het seizoen won Eriksson ook nog de Rally van Australië, en zou zich uiteindelijk op een derde plaats scharen in het rijderskampioenschap; achteraf zijn beste resultaat uit zijn rally-carrière. In het seizoen 1996 kwam Eriksson voor zijn derde Japanse constructeur in successie uit, toen hij dat jaar teamgenoot werd van regerend wereldkampioen Colin McRae bij Subaru. Eriksson behaalde gedurende het seizoen twee podium resultaten en zou het kampioenschap uiteindelijk eindigen op een vierde plaats. In het seizoen 1997 introduceerde Subaru de World Rally Car versie van de Impreza in het kampioenschap. Eriksson, die dat jaar alleen de gravelrondes af werkte voor het team, won met deze auto voor de derde keer in Zweden, en zou later in het seizoen ook winnen tijdens de Rally van Nieuw-Zeeland, wat daarmee zijn zesde en laatste WK-rally overwinning zou zijn. Veel betrouwbaarheidsproblemen liet hem uiteindelijk kansloos voor de rijderstitel dat seizoen.

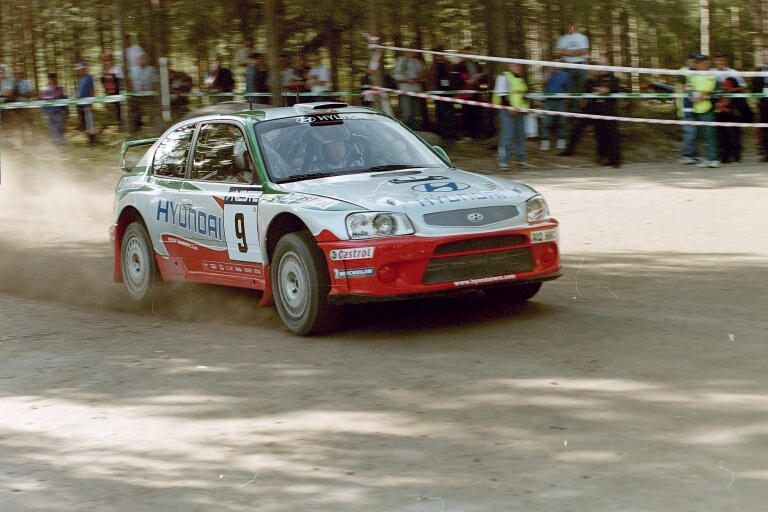
Eriksson actief voor Hyundai tijdens de Rally van Finland in 2001

Na een korte stint met Subaru aan de start van het seizoen 1998, werd Eriksson onderdeel van nieuwkomer Hyundai, die op dat moment in het WK actief waren in het constructeurskampioenschap voor Formule 2 auto's. Hyundai kwam vanaf het seizoen 2000 ook aanzetten met een World Rally Car, in de vorm van de Hyundai Accent WRC. Eriksson wist dat jaar in twee gevallen punten te scoren voor het team, waaronder het beste resultaat als vierde in Australië. De auto was echter doorgaans niet competitief, maar wist voornamelijk op gravel bij tijden te verrassen, onder meer toen Eriksson kortstondig aan de leiding stond in Nieuw-Zeeland 2001. Desondanks wierp Erikssons tijd bij Hyundai weinig vruchten af en hij ging voor het seizoen 2002 in op een aanbieding van Škoda, die met de Skoda Octavia WRC eveneens een van de achterliggende teams waren. Het seizoen werd voor Eriksson dan ook geen succes, waarin hij slechts op een enkele uitzondering binnen de punten wist te eindigen. Voor Eriksson was het echter wel verrassend dat hij na afloop van het seizoen uit het team werd gezet, waardoor hij vervolgens besloot zijn carrière als actief rallyrijder uiteindelijk te stoppen.
Na het verlaten van het WK Rally, stapte Eriksson nog met enig succes over naar deelname aan heuvelklim evenementen in Nieuw-Zeeland, achter het stuur van een Subaru Impreza.

## Complete resultaten in het Wereldkampioenschap Rally

### Overwinningen
| Nr. | Seizoen | Rally                               | Navigator         | Auto                      |
| --- | ------- | ----------------------------------- | ----------------- | ------------------------- |
| 1   | 1987    | 19ème Rallye Côte d'Ivoire          | Peter Diekmann    | Volkswagen Golf GTI 16V   |
| 2   | 1991    | 40th International Swedish Rally    | Staffan Parmander | Mitsubishi Galant VR-4    |
| 3   | 1995    | 45th International Swedish Rally    | Staffan Parmander | Mitsubishi Lancer Evo II  |
| 4   | 1995    | 7th Telstra Rally Australia         | Staffan Parmander | Mitsubishi Lancer Evo III |
| 5   | 1997    | 47th International Swedish Rally    | Staffan Parmander | Subaru Impreza WRC97      |
| 6   | 1997    | 27th Smokefree Rally of New Zealand | Staffan Parmander | Subaru Impreza WRC97      |

### Overzicht van deelnames
| Seizoen | Inschrijving                | Auto                      | 1      | 2      | 3      | 4      | 5      | 6      | 7      | 8      | 9      | 10     | 11     | 12     | 13     | 14     | Pos. | Punten |
| ------- | --------------------------- | ------------------------- | ------ | ------ | ------ | ------ | ------ | ------ | ------ | ------ | ------ | ------ | ------ | ------ | ------ | ------ | ---- | ------ |
| 1980    | Kenneth Eriksson            | Saab 96 V4                | MON    | ZWE 51 | POR    | KEN    | GRI    | ARG    | FIN    | NZL    | ITA    | FRA    | GBR    | IVK    |        |        | -    | 0      |
| 1981    | Kenneth Eriksson            | Saab 96 V4                | MON    | ZWE 31 | POR    | KEN    | FRA    | GRI    | ARG    | BRA    | FIN    | ITA    | IVK    | GBR    |        |        | -    | 0      |
| 1982    | Kenneth Eriksson            | Saab 96 V4                | MON    | ZWE 15 | POR    | KEN    | FRA    | GRI    | NZL    | BRA    | FIN    | ITA    | IVK    | GBR    |        |        | -    | 0      |
| 1983    | Kenneth Eriksson            | Opel Ascona               | MON    | ZWE 16 | POR    | KEN    | FRA    | GRI    | NZL    | ARG    | FIN    | ITA    | IVK    | GBR    |        |        | -    | 0      |
| 1984    | Opel Team Sweden            | Opel Kadett GT/E          | MON    | ZWE 7  | POR    | KEN    | FRA    | GRI    | NZL    | ARG    | FIN    | ITA    | IVK    |        |        |        | 37   | 4      |
| 1984    | Kenneth Eriksson            | Opel Kadett GSI           |        |        |        |        |        |        |        |        |        |        |        | GBR NF |        |        | 37   | 4      |
| 1985    | Kenneth Eriksson            | Opel Kadett GSI           | MON    | ZWE 10 | POR    | KEN    | FRA    | GRI    | NZL    | ARG    | FIN    | ITA    | IVK    | GBR    |        |        | 69   | 1      |
| 1986    | Volkswagen Motorsport       | Volkswagen Golf GTI 16V   | MON 9  | ZWE 7  | POR NF | KEN NF | FRA 8  | GRI 7  | NZL 7  | ARG 5  | FIN 12 | IVK    | ITA* 5 | GBR 11 | VST    |        | 10   | 25     |
| 1987    | Volkswagen Motorsport       | Volkswagen Golf GTI 16V   | MON 5  | ZWE 8  | POR 3  | KEN NF | FRA NF | GRI NF | VST    | NZL 2  | ARG 4  | FIN    | IVK 1  | ITA    | GBR 9  |        | 4    | 70     |
| 1988    | Toyota Team Europe          | Toyota Supra Turbo        | MON    | ZWE    | POR    | KEN 4  |        |        |        |        |        |        |        |        |        |        | 12   | 22     |
| 1988    | Toyota Team Europe          | Toyota Celica GT-Four     |        |        |        |        | FRA 6  | GRI    | VST    | NZL    | ARG    | FIN NF | IVK    | ITA 6  |        |        | 12   | 22     |
| 1988    | Toyota Team Great Britain   | Toyota Celica GT-Four     |        |        |        |        |        |        |        |        |        |        |        |        | GBR NF |        | 12   | 22     |
| 1989    | Toyota Team Sweden          | Toyota Celica GT-Four     | ZWE 3  | MON    | POR    | KEN    | FRA    |        |        |        |        |        |        |        |        |        | 6    | 47     |
| 1989    | Toyota Team Europe          | Toyota Celica GT-Four     |        |        |        |        |        | GRI NF | NZL    | ARG    | FIN 4  | AUS 2  | ITA    | IVK    | GBR 4  |        | 6    | 47     |
| 1990    | Mitsubishi Ralliart Europe  | Mitsubishi Galant VR-4    | MON NF | POR NF | KEN    | FRA    | GRI NF | NZL    | ARG    | FIN 3  | AUS NF | ITA    | IVK    | GBR 2  |        |        | 8    | 27     |
| 1991    | Mitsubishi Ralliart Europe  | Mitsubishi Galant VR-4    | MON NF | ZWE 1  | POR    | KEN    | FRA    | GRI 7  | NZL    | ARG    | FIN 3  | AUS 2  | ITA    | IVK    | SPA    | GBR 2  | 5    | 66     |
| 1992    | Mitsubishi Ralliart Europe  | Mitsubishi Galant VR-4    | MON NF | ZWE    | POR NF | KEN    | FRA    | GRI NF | NZL    | ARG    | FIN    | AUS    | ITA    | SPA    | IVK    | GBR 7  | 48   | 4      |
| 1993    | Mitsubishi Ralliart         | Mitsubishi Lancer RS      | MON 4  | ZWE    | POR 5  | KEN    | FRA    | GRI NF | ARG    | NZL    | FIN 5  | AUS    | ITA    | SPA    | GBR 2  |        | 6    | 41     |
| 1994    | Team Mitsubishi Ralliart    | Mitsubishi Lancer Evo II  | MON 5  | ZWE    | POR    | KEN    | FRA    | GRI NF | ARG    | NZL 4  | FIN    | AUS 3  | ITA    | SPA    | GBR    |        | 12   | 18     |
| 1995    | Team Mitsubishi Ralliart    | Mitsubishi Lancer Evo II  | MON    | ZWE 1  | POR    | KEN    | FRA    | GRI    |        |        |        |        |        |        |        |        | 3    | 48     |
| 1995    | Team Mitsubishi Ralliart    | Mitsubishi Lancer Evo III |        |        |        |        |        |        | NZL 5  | ARG    | FIN    | AUS 1  | ITA    | SPA    | GBR NF |        | 3    | 48     |
| 1996    | 555 Subaru World Rally Team | Subaru Impreza 555        | MON    | ZWE 5  | POR    | KEN 2  | IDN NF | FRA    | GRI 5  | ARG 3  | NZL 2  | FIN 2  | AUS 5  | ITA 5  | SPA 7  | GBR    | 4    | 78     |
| 1997    | 555 Subaru World Rally Team | Subaru Impreza WRC97      | MON    | ZWE 1  | KEN NF | POR NF | SPA    | FRA    | ARG 3  | GRI NF | NZL 1  | FIN NF | IDN 3  | ITA    | AUS NF | GBR NF | 5    | 28     |
| 1998    | 555 Subaru World Rally Team | Subaru Impreza WRC98      | MON    | ZWE 4  | KEN    |        |        |        |        |        |        |        |        |        |        |        | 13   | 3      |
| 1998    | Hyundai Motor Sport         | Hyundai Coupé             |        |        |        | POR NF | SPA 21 | FRA    | ARG NF | GRI NF |        | FIN NF | ITA NF | AUS 22 | GBR NF |        | 13   | 3      |
| 1998    | Hyundai Motor Sport         | Hyundai Coupé Evo 2       |        |        |        |        |        |        |        |        | NZL 20 |        |        |        |        |        | 13   | 3      |
| 1999    | Hyundai Motor Sport         | Hyundai Coupé Evo 2       | MON    | ZWE NF | KEN    | POR 14 | SPA NF | FRA    | ARG    | GRI 15 | NZL 17 | FIN NF | CHN 11 | ITA NF | AUS 9  | GBR 25 | -    | 0      |
| 2000    | Hyundai Castrol W.R.T.      | Hyundai Accent WRC        | MON    | ZWE 13 | KEN    | POR NF | SPA 23 | ARG 8  | GRI NF | NZL 5  | FIN 15 | CYP    | FRA NF | ITA 45 | AUS 4  | GBR NF | 11   | 5      |
| 2001    | Hyundai Castrol W.R.T.      | Hyundai Accent WRC        | MON    | ZWE 8  |        |        |        |        |        |        |        |        |        |        |        |        | 21   | 1      |
| 2001    | Hyundai Castrol W.R.T.      | Hyundai Accent WRC2       |        |        | POR 7  | SPA    | ARG NF | CYP NF | GRI NF | KEN    | FIN 12 | NZL 10 | ITA    | FRA    | AUS 12 | GBR 6  | 21   | 1      |
| 2002    | Škoda Motorsport            | Škoda Octavia WRC Evo 2   | MON 13 | ZWE NF | FRA NF | SPA 17 | CYP 9  | ARG 6  | GRI 14 | KEN NF |        |        |        |        |        |        | 17   | 1      |
| 2002    | Škoda Motorsport            | Škoda Octavia WRC Evo 3   |        |        |        |        |        |        |        |        | FIN NF | DUI 10 | ITA 11 | NZL NF | AUS 8  | GBR 13 | 17   | 1      |

- Noot: De resultaten van de Rally van San Remo 1986 werden geannuleerd, de behaalde punten werden niet meegerekend in het kampioenschap.